# 나카니시 도시하루
나카니시 도시하루(일본어: 中西 としはる, 1968년 2 월 6일~)는 일본의 남성 성우이다.